# Julie Brochorst Andersen
Julie Brochorst Andersen (født 27. maj 1993) er en dansk skuespillerinde. Hun blev skuespiller ved et tilfælde, efter hun som 15-årig deltog i en casting på sin skole til ungdomsfilmen Hold om mig.

## Filmografi

### Film
| År   | Titel            | Rolle | Noter |
| ---- | ---------------- | ----- | ----- |
| 2010 | Hold om mig      |       |       |
| 2012 | You & me forever |       |       |
| 2016 | Hundeliv         |       |       |
| 2016 | Anti             |       |       |
| 2017 | Mens vi lever    |       |       |

### Tv-serier
| År        | Titel           | Rolle       | Noter      |
| --------- | --------------- | ----------- | ---------- |
| 2014      | Tidsrejsen      | Jogger      | 1 episode  |
| 2017-2018 | Perfekte Steder | Helene      | 2 episoder |
| 2019      | Badehotellet    | Vera Madsen | 6 episoder |
| 2020      | Alfa            | Emma        | 8 episode  |

## Priser og nomineringer
- Årets Ole 2013 / Årets kvindelige hovedrolle (You and Me Forever, 2012)[2]

### Nomineringer
- Bodil Prisen 2013 / Årets kvindelige hovedrolle (You and Me Forever, 2012)[3]
- Zulu Awards 2011 / Årets kvindelige hovedrolle (Hold om mig, 2010)[4]
- Robert Prisen 2011 / Årets kvindelige hovedrolle (Hold om mig, 2010)[5]
- Bodil Prisen 2011 / Årets kvindelige hovedrolle (Hold om mig, 2010)[6]